# Buonamico Buffalmacco

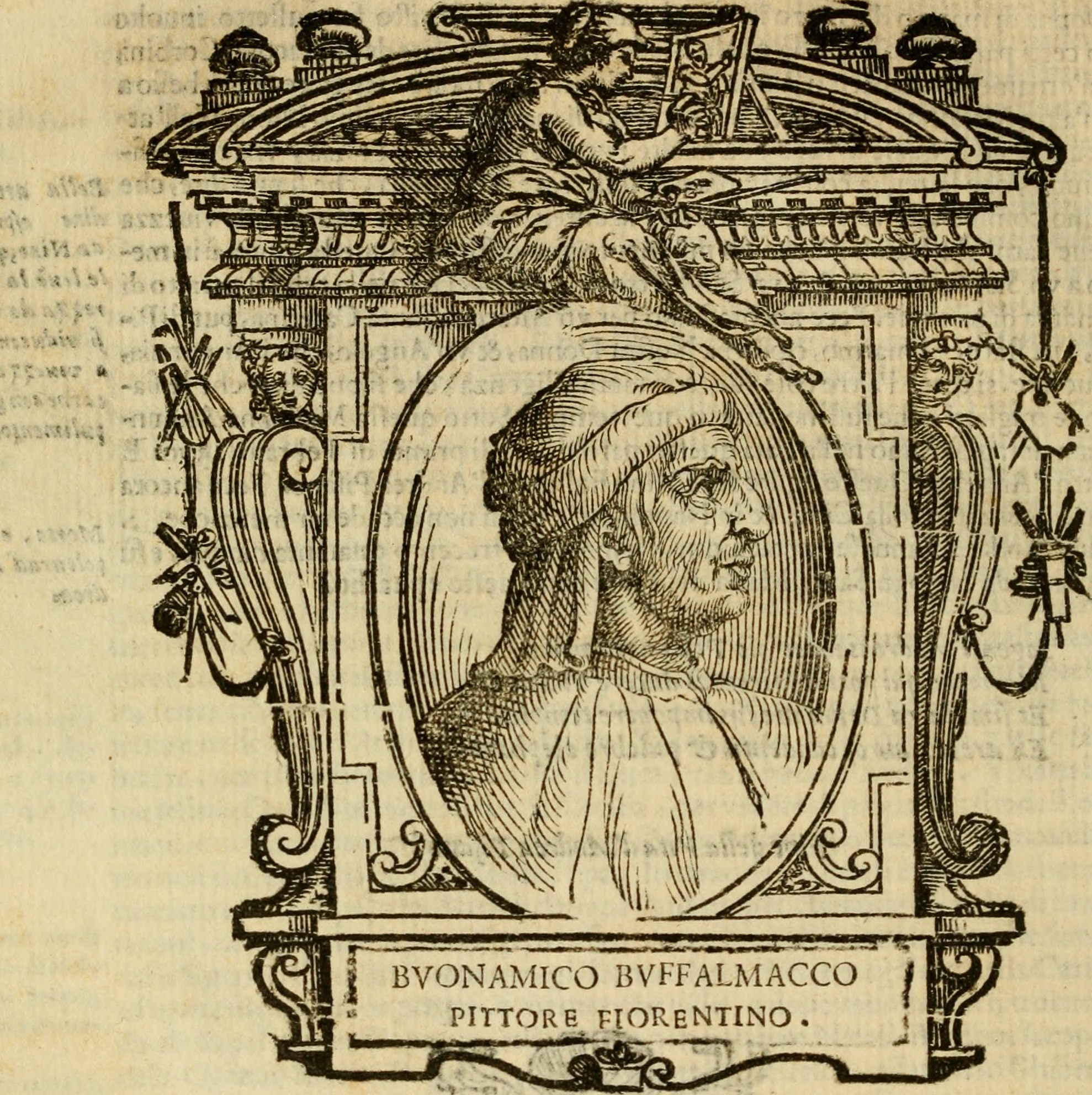
Bildnis von Buffalmacco aus den Vite von Vasari, Ausgabe 1568

Buonamico Buffalmacco, eigentlich Buonamico di Cristofano (* um 1262 in Florenz; † um 1340 ebenda) war ein italienischer Maler des Trecento in Florenz.

## Leben
Buffalmacco wurde anfänglich als eher legendäre Künstlerfigur behandelt, die anekdotisch in Giovanni Boccaccios Dekameron (VIII. Tag 3, 5, 9 und IX. Tag 3 und 5) und in Franco Sacchettis Novellen auftauchte. 1450 rühmte ihn der Bildhauer Lorenzo Ghiberti in seinen Commentarii und Giorgio Vasari widmete ihm in seinen Viten (Ausgaben 1550 und 1568) ein ausführliches Kapitel, mit teilweise irrigen Zuschreibungen.
Laut Sacchetti (Novelle 191) war er Schüler und Mitarbeiter des weniger bedeutenden Florentiner Malers Andrea di Rico, genannt Tafo. Mit der Eröffnung seiner eigenen Malerwerkstatt arbeitete er laut Boccaccio jahrelang mit dem Maler Bruno di Giovanni zusammen.
Wohl gegen 1314–15 freskierten Buffalmacco und Bruno die Klosterkirche von Fortezza da Basso bei Florenz, so Vasari, mit Szenen aus dem Leben Christi. Um 1320 wurde Buffalmacco nach Pisa gerufen, um das Kirchenschiff in der Abtei S. Paolo a Ripe d’Arno auszumalen. Diese Fresken sind, wie die meisten seiner Arbeiten verloren gegangen.
Erst 1920 wurde das erste gesicherte Werk von seiner Hand entdeckt: In der Chorkapelle der Badia-Kirche von Florenz hatten sich unter einer Kalktünche 4 von 12 Wandbildern mit Passionsszenen aus den Jahren 1330–40 erhalten. Ähnlich wie bei Giotto umrahmen vielfarbige Imitationen von Marmorintarsien in der Art der Kosmaten seine Szenen. Seine kraftvolle, naturalistische Darstellungsweise zeichnet ihn als Vorläufer der erst um 1400 praktizierten Malerei der „Internationalen Gotik“ aus.
Buffalmacco ist der Schöpfer des berühmten Freskenzyklus Triumph des Todes, Gericht, Hölle und Thebais im Camposanto in Pisa. 1336 ist Buffalmacco als Maler im Camposanto bezeugt. Früher schrieb man diese Wandmalereien dem pisanischen Maler Francesco Traini zu.

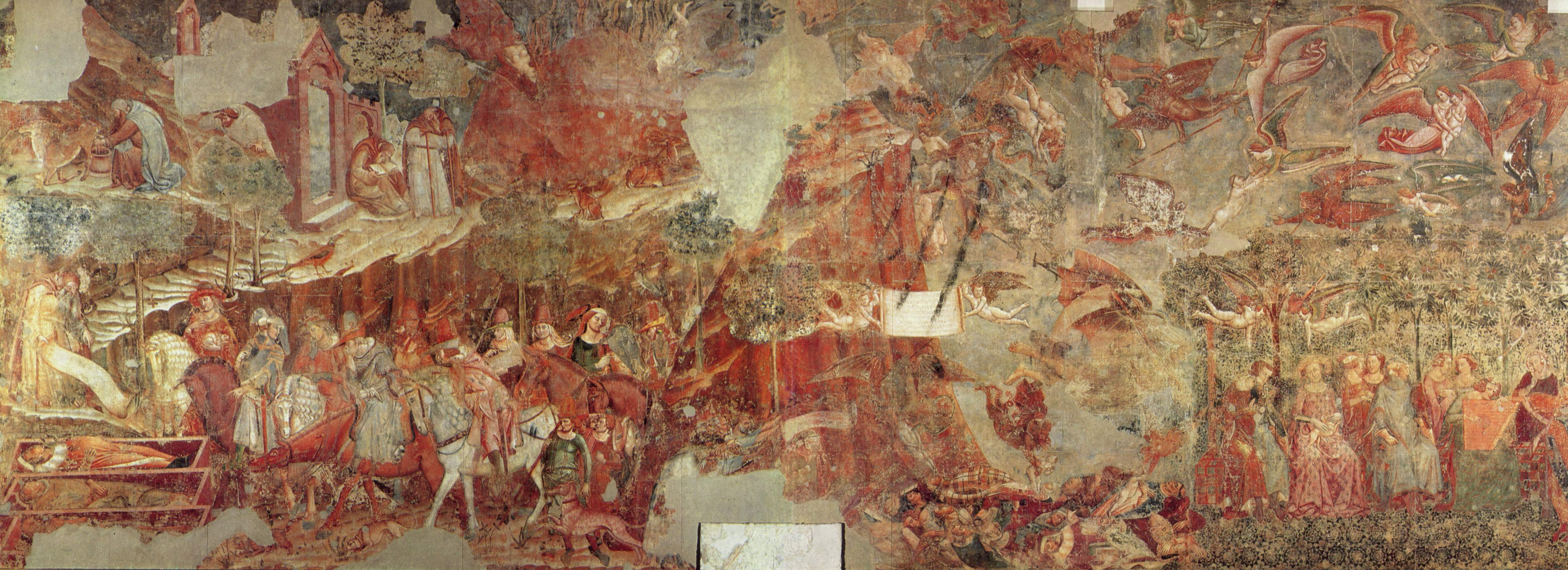
Der Triumph des Todes, Buonamico Buffalmacco zugeschrieben

## Trivia
Buffalmacco wird in Joseph Victor von Scheffels Versepos Der Trompeter von Säkkingen erwähnt. Über die Nebenfigur des „Freskomalers Fludribus“ heißt es:
„Also malt’ er schon zwei Monden / In des Kuppeldachs Geviertraum / Malt’ nach Buffalmacos Technik / Denn den Rotwein trank er selber; / Die Kompositionen waren / Elegant voll Zeitbewußtsein / Und grazioser Auffassung.“